# Pinilla de Buitrago (municipio)
Pinilla de Buitrago fue un antiguo municipio de la provincia de Madrid (España), integrado a mediados del siglo XIX en el municipio de Gargantilla de Lozoya.
Contaba con 137 habitantes según el censo de 1842. En 2001, el municipio de Gargantilla de Lozoya cambió su nombre por el de Gargantilla de Lozoya-Pinilla de Buitrago (BOE de 1 de junio de 2001).
- Datos: Q6076234